# Old Vic Theatre
Old Vic és un teatre ubicat al sud-est de Waterloo Station a Londres al cantó de The Cut i Waterloo Road. És un monument registrat des del 1951. També és el nom d'una companyia de repertoris dedicats al teatre, i sempre treballa pel Royal National Theatre.